# Al Janoub Stadium
Al Janoub Stadium, tidigare Al-Wakrah Stadium, är en sportanläggning i Al Wakrah, söder om Qatars huvudstad Doha. 
Al Janoub Stadium var en av arenorna för gruppspelsmatcherna och åttondelsfinalerna i Världsmästerskapet i fotboll 2022 i Qatar. Sex gruppspelsmatcher och en åttondelsfinal spelades på arenan.
Arenan har en publikkapacitet på cirka 40 000 personer. 
Arenan ser lite ut som Sapporo Dome som användes i Världsmästerskapet i fotboll 2002, fast med öppet tak.